# Višecvjetni ljulj
Višecvjetni ljulj (ljulj mnogocvjetni, talijanski ljulj, lat. Lolium multiflorum), jednogodišnja ili dvogodišnja raslinja iz porodice trava raširena po zemljama Mediterana u Europi i Africi, te u središnjoj Aziji.